# Lanco (relojes)
Lanco (acrónimo y marca de la empresa Langendorf Watch Company) fue una manufactura relojera suiza, conocida por su excelente artesanía y su gran atención al detalle. Alrededor de 1890, era probablemente el mayor productor de relojes del mundo. La empresa produjo relojes en la localidad de Langendorf durante exactamente un siglo, desde 1873 hasta 1973.
La marca más famosa de la empresa era Lanco (una abreviatura de Langendorf Watch Company), que se lanzó a finales de la década de 1950. La marca dejó de comercializarse a finales de la década de 1960 y resurgió nuevamente entre 1971 y aproximadamente 1980.

## Historia

### Fundación
El coronel Johann Viktor Kottmann (1822-1881) fundó la Uhrenfabrik Langendorf SA en 1873, que permaneció en manos de su familia hasta 1964.
Estaba situada en el pueblo de Langendorf, cantón de Soleura, distrito de Lebern, Suiza. Johann Viktor Kottmann era de la cercana localidad de Soleura y había estado involucrado en la producción industrial de achicoria y productos derivados del tabaco desde la década de 1850. La fábrica de Langendorf había estado produciendo achicoria desde 1851, pero fue reconstruida en 1873 para producir ébauches (partes de mecanismos para relojes) vendidos a otras empresas fabricantes de relojes.
En su fundación, la empresa empleaba entre 70 y 80 trabajadores, pero su número se redujo drásticamente cuando la compañía estuvo al borde del colapso económico en 1880, supuestamente debido a graves problemas de alcoholismo y absentismo entre sus empleados. Quizás por estas razones, la fábrica comenzó a organizar el alojamiento y la formación de sus trabajadores, y se ganó una reputación de responsabilidad social. Construyó escuelas, un sistema de suministro de agua corriente y financió la instalación de luz eléctrica en Langendorf. La familia Kottmann también fundó una sociedad de trabajo comunitario que todavía permanece activa.

### Crecimiento de la empresa
A mediados de 1880, justo antes de que la empresa tuviera que ser liquidada, el hijo de Johann, Karl Kottmann (1844-1890), tomó la dirección. Karl pudo atraer a especialistas de Suiza occidental que ayudaron a dar un giro a la empresa. Los pedidos comenzaron a fluir y la producción se amplió considerablemente. En 1881, unos 200 trabajadores estaban empleados en la fábrica. La producción continuó creciendo bajo la dirección de Karl Kottmann, quien fue admirado por instalar una línea de producción racional y mecanizada. También fue el responsable de las iniciativas sociales tomadas por la empresa.
A partir de 1887, la producción fue abarcando todos los componentes necesarios y la empresa se volvió en gran medida independiente de los proveedores. En 1890, Karl Kottmann murió y el director técnico Lucien Tieche se hizo cargo de la empresa, que cambió su nombre a Langendorf Watch Company.
Todas las empresas importantes de producción de relojes de la zona de Neuchâtel encargaban piezas y relojes a la Langendorf Watch Company, cuya plantilla aumentó hasta aproximadamente 1000 trabajadores en 1890. En esa época, la fábrica era probablemente el mayor productor de relojes del mundo.
Un anuncio de 1916 que mostraba una foto de la fábrica afirmaba que empleaba a 1500 trabajadores y producía 3000 relojes al día. En 1920, la empresa también producía relojes despertadores. En 1924, se estableció una sucursal en Lommiswil y, al año siguiente, también una agencia en La Chaux-de-Fonds. Un anuncio de 1959 presumía de que ese año se completaría una gran nueva fábrica que produciría relojes Lanco.

### Últimos años de la familia Kottmann y fin de la independencia
En 1902, Ernst Kottmann (1874-1944) se convirtió en gerente de la empresa, que dirigió hasta 1942, cuando tuvo que dimitir por motivos de salud. Entre otras iniciativas, Ernst llevó a cabo el cambio de la producción impulsada por máquinas de vapor al uso de maquinaria eléctrica. Su hermano Rudolf Kottmann ocupó el puesto hasta 1964. Hans Kottmann asumió el cargo en 1964, pero murió ese mismo año en un accidente. En aquel momento, la empresa estaba dirigida por Guido Kottmann y un comité de miembros de la familia, pero debido a las difíciles condiciones comerciales (y quizás a problemas de mala gestión), la empresa decidió unirse a un conglomerado de fabricantes de relojes llamado "Schweizerischen Gesellschaft für Uhrenindustrie AG" (SGU) en 1964.
Poco después, en 1965, la Langendorf Watch Company fue comprada por la "Société Suisse pour l'Industrie Horlogère SA" (SSIH), que a su vez era el resultado de una fusión realizada en 1930 entre Omega y Tissot. Junto con la Langendorf Watch Company, SSIH adquirió más de cincuenta de sus competidores, impulsada por su nuevo éxito comercial.
Por su parte, la Langendorf Watch Company era atractiva gracias a la marca Lanco y su línea de producción altamente sofisticada y semiautomatizada, con equipos de fabricación modernos. Con la adquisición, SSIH logró ampliar su gama de productos y obtuvo la maquinaria necesaria para fabricar productos de calidad a un costo menor que antes. En 1973, la producción cesó en las instalaciones de producción de Langendorf y la marca Lanco quedó relegada a la Aetos Watch Company, otra filial de SSIH. Desde 1977, el antiguo edificio de la fábrica de Langendorf ha sido un centro comercial.
Aunque SSIH era el mayor productor de relojes de Suiza y el tercer mayor del mundo, la empresa sufrió una crisis considerable en la década de 1970, debido a la fuerte competencia de los relojes de cuarzo fabricados en Japón.
En 1983, la empresa se fusionó con ASUAG para formar SSIH/ASUAG Holding Company, que en 1986 pasó a llamarse SMH y en 1988 se convirtió en The Swatch Group.

## Productos
|  |  |  |  |

### Relojes
A partir de 1890, la marca principal de Langendorf Watch Company fue "Langendorf", pero la empresa produjo relojes y piezas que se vendieron bajo muchas otras marcas, como Aliada, Barracuda, Carex, Cavalier, Lancet, Stratford, Valogene y el más raro Piquette con movimientos de la marca AMKO.
Muchos de los relojes se produjeron para la exportación y, para evitar el pago de aranceles, los relojes se montaban en el país importador. En Estados Unidos, los relojes Langendorf eran importados desde principios del siglo XX por la American Swiss Watch Company, que se declaró en quiebra en 1915.
Durante la Primera y la Segunda Guerra Mundial, la Langendorf Watch Company era famosa por producir relojes de pulsera de buena calidad para los militares. Existe un reloj de servicio temprano desarrollado para que los oficiales de infantería de la Primera Guerra Mundial lo usaran en las trincheras. Los movimientos de los años 1930 y 1940 funcionaban muy bien, y se usaron en relojes militares.
Muchos de sus movimientos de los[ años 1950 y 1960 tenían el grado de "qualité exceptionelle" en los estándares de cronometraje. Los relojes de bolsillo Lanco también eran de muy buena calidad, y algunos de ellos incluían una función de alarma.

### Lanco

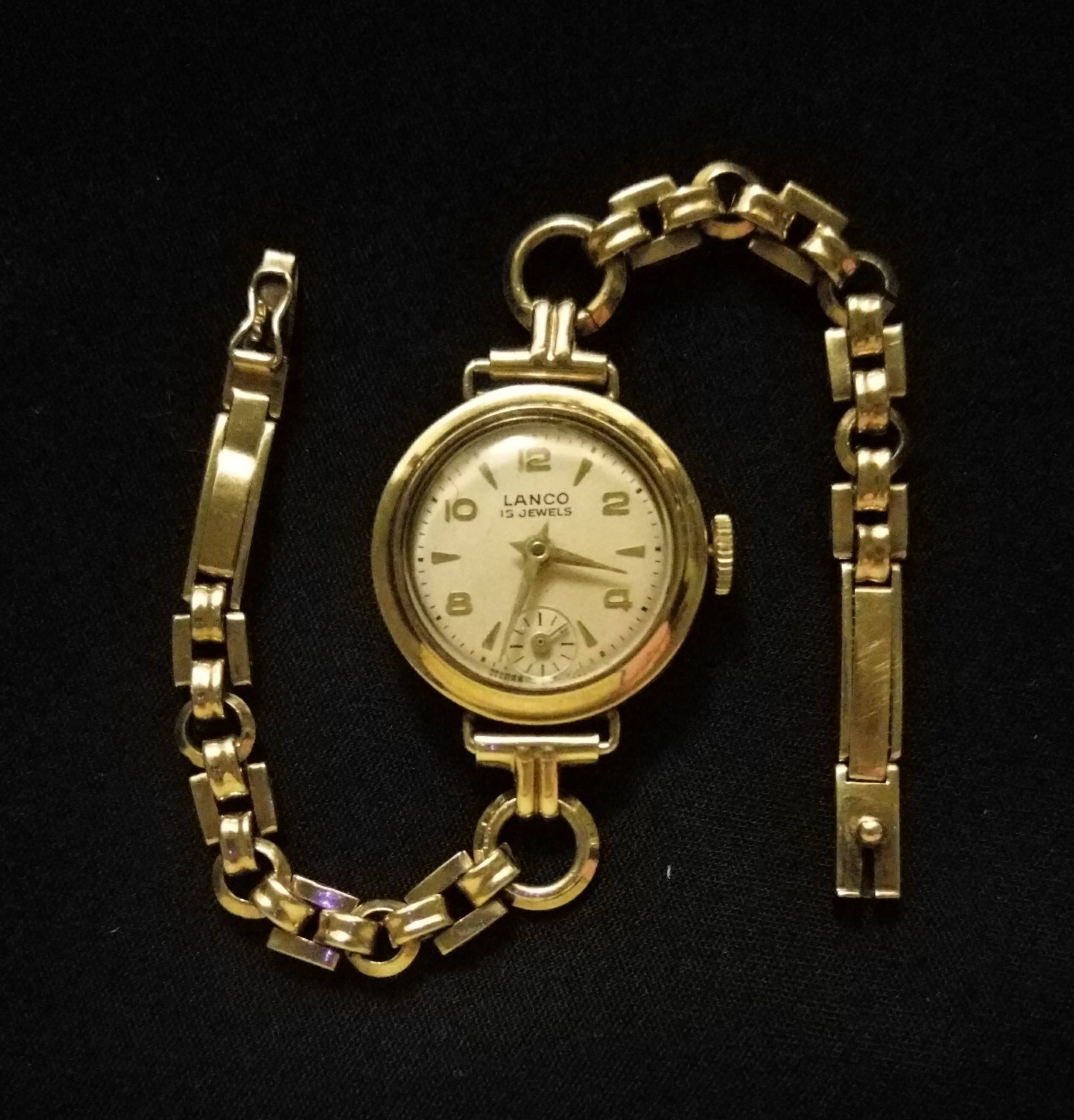
Reloj de señora Lanco

A mediados de los años 1950 se fabricaban y vendían relojes con la marca "Lanco". La ilustración de la derecha muestra un reloj de señora Lanco ofrecido como regalo de jubilación, y en cuya parte posterior lleva grabada la fecha de noviembre de 1956.
La marca alcanzó rápidamente el éxito y se hizo famosa por su excelente artesanía y su atención al detalle. Los relojes Lanco todavía se consideran de muy alta calidad y hoy en día se comercializan como relojes vintage.
Son famosos varios relojes Lanco, como el "Flying Saucer" o el "Lanco-Fon", un reloj de cuerda manual con función de alarma que se lanzó en los años 1960.
Cuando Lanco resurgió en los años 1970, se añadió más variedad a la línea de productos. Se convirtió en una marca con espacio para la innovación y la experimentación, incluso en relojes digitales. Muchos de los relojes de los años 70 eran relativamente grandes para su época y esto los hace muy buscados hoy en día. Los relojes de los años 1970, como el "Club 77" y el "Jump Hour", también siguen siendo muy populares.
Después de 1973, se utilizaron varios movimientos de otros proveedores para los cronógrafos Lanco, siendo los calibres más famosos los Valjoux y Angelus. En la década de 1970 también se fabricó un reloj Lanco con el futurista movimiento Astrolon de Tissot (calibre 2250).
Durante los problemas financieros de SSIH en 1981, se vendió la marca Lanco. A partir de 1998, los nuevos relojes Lanco son vendidos en Sudáfrica por S. Bacher & Company, bajo licencia de The Swatch Group.